# James von der Heydt
James Arnold von der Heydt  (* 15. Juli 1919 in Miles City, Montana; † 1. Dezember 2013 in Anchorage, Alaska) war ein US-amerikanischer Jurist und Politiker.

## Leben
Von der Heydt besuchte das Albion College in Albion, Michigan und erhielt dort 1942 einen Bachelor of Arts (B.A.). Von 1945 bis 1948 war er Deputy United States Marshal im Distrikt für das Alaska-Territorium. 1951 erhielt er seinen Juris Doctor an der Law School der Northwestern University. Von 1951 bis 1953 war er United States Attorney für den Distrikt des Alaska-Territoriums. Danach praktizierte er von 1953 bis 1959 als Rechtsanwalt in Nome und gehörte von 1957 bis 1959 dem territorialen Repräsentantenhaus an. Im Zuge der Aufnahme Alaskas als neuer Bundesstaat in die Union, wurde von der Heydt einer der ersten acht Richter am neu gegründeten Alaska Superior Court. Diesen Richterposten hatte er von 1959 bis 1966 inne. Gleichzeitig bekleidete er das Amt des Vorsitzenden Richters. Des Weiteren war er von 1959 bis 1960 Präsident der Alaska Bar Association.
Am 9. September 1966 wurde er von Präsident Lyndon B. Johnson zum Richter am United States District Court für den Distrikt Alaska nominiert, um den vakanten Sitz von Richter Walter H. Hodge neu zu besetzen. Am 20. Oktober 1966 wurde er vom Senat der Vereinigten Staaten bestätigt. Am 3. November erfolgte seine Vereidigung. Von 1973 bis 1984 war er der Oberste Richter (chief judge) dieses Distriktes. Am 15. Januar 1984 erreichte von der Heydt den Senior Status und ging damit in den Semi-Ruhestand. Sein vakanter Sitz wurde mit H. Russel Holland neu besetzt.
Von der Heydt war verheiratet. Er war Mitglied der American Inns of Court. Er war Gründungsmitglied und der erste Präsident der Anchorage Fine Arts Museum Association. Des Weiteren gehörte er der Anchorage Municipal Fine Arts Commission für 21 Jahre an. Von der Heydt starb am 1. Dezember 2013 im Alter von 94 Jahren. Seine Beisetzung erfolgte auf dem Anchorage Memorial Park Cemetery. 